# Rennebu
Rennebu ist eine Kommune im norwegischen Fylke Trøndelag. Die Kommune hat 2513 Einwohner (Stand: 1. Januar 2025). Verwaltungssitz ist die Ortschaft Berkåk.

## Geografie

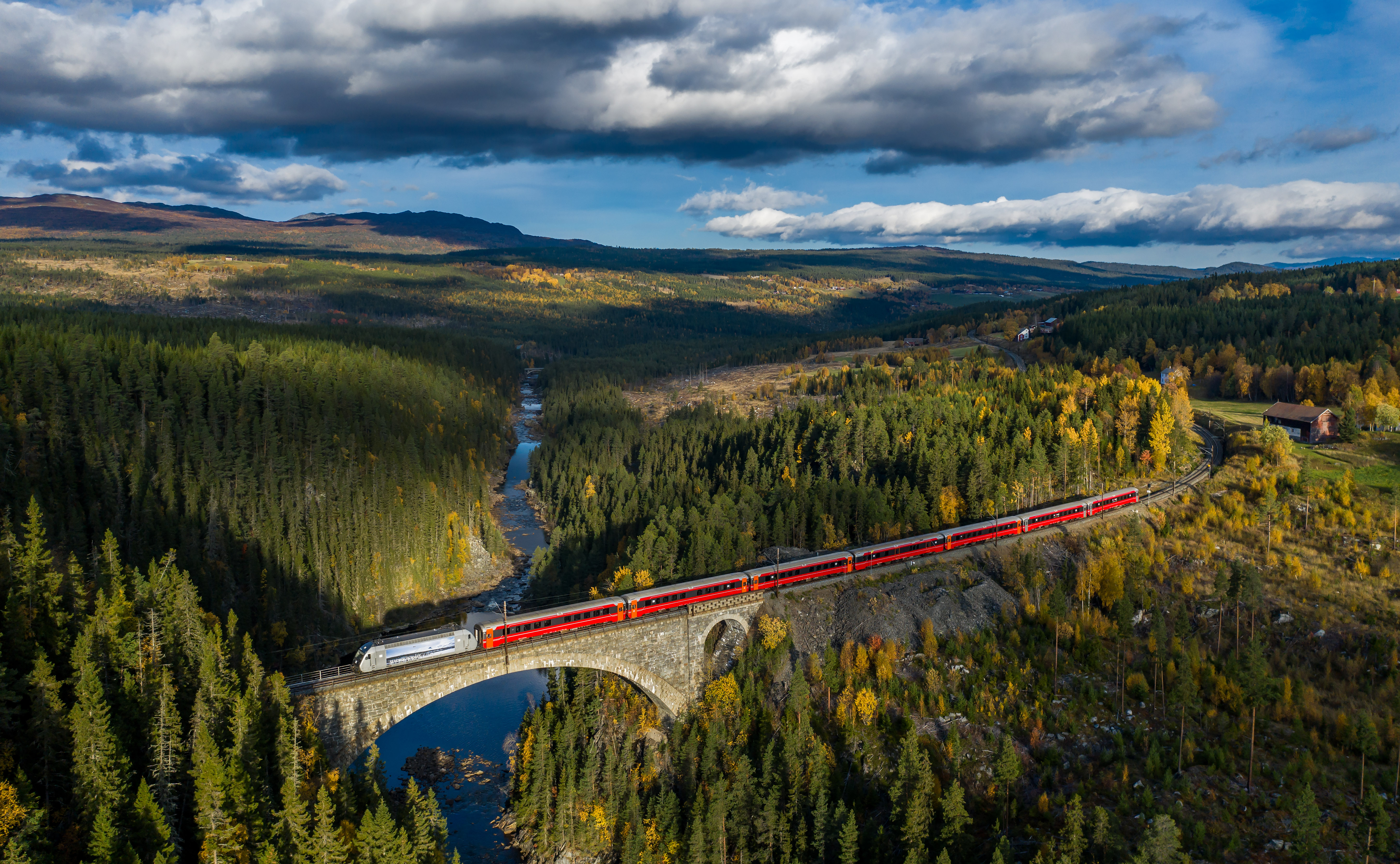
Zug auf der Eisenbahnbrücke Orkla bru

Rennebu liegt im Süden des Fylkes Trøndelag. Die Gemeinde grenzt an Orkland im Norden, Midtre Gauldal im Osten, Tynset im Süden, Oppdal im Südwesten und Westen sowie an Rindal im Nordwesten. Die Grenze zu Tynset stellt dabei zugleich die Grenze zwischen den Fylkern Trøndelag und Innlandet dar. Durch die Kommune fließt in Südost-Nordwest-Richtung im Tal Orkdalen die Orkla. Das Tal wird in seinem Verlauf nach Norden weiter. Von Westen fließt in der Kommune aus dem See Granasjøen die Grana auf die Orkla zu. Die Orkla mündet in Orkanger in der nördlichen Nachbargemeinde Orkland in das Meer. Die Gesamtfläche der Kommune beträgt 947,95 km², wobei Binnengewässer zusammen 24,11 km² ausmachen.
Im Westen von Rennebu liegen die höchsten Berge. Dort reicht das Gemeindeareal in die Berglandschaft Trollheimen hinein. Die Erhebung Svarthøtta (auch Salåthøa) auf der Grenze zu Oppdal und Rindal stellt mit einer Höhe von 1547,85 moh. den höchsten Punkt der Kommune Rennebu dar. Im Nordosten der Kommune liegt der Berg Ilfjellet. Über Rennebu verteilt befinden sich mehrere Moorgebiete. Der Südosten von Rennebu geht in den Forollhogna-Nationalpark ein. Dieser wurde 2001 gebildet.

## Einwohner
Die Einwohner der Kommune leben vor allem im Haupttal entlang verteilt. Im Jahr 1982 erreichte die Kommune mit 3109 Einwohnern ihre bis dahin höchste Einwohnerzahl. Ab da begann die Zahl zurückzugehen. Berkåk ist der einzige sogenannte Tettsted, also die einzige Ansiedlung, die für statistische Zwecke als eine städtische Siedlung gewertet wird. Zum 1. Januar 2024 lebten dort 1003 Einwohner.
Die Einwohner der Gemeinde werden Rennbygg genannt. Rennebu hat wie viele andere Kommunen der Provinz Trøndelag weder Nynorsk noch Bokmål als offizielle Sprachform, sondern ist in dieser Frage neutral.
| Jahr          | 1986 | 1990 | 1995 | 2000 | 2005 | 2010 | 2015 | 2020 | 2025 |
| ------------- | ---- | ---- | ---- | ---- | ---- | ---- | ---- | ---- | ---- |
| Einwohnerzahl | 3043 | 2945 | 2875 | 2700 | 2660 | 2622 | 2567 | 2486 | 2513 |

## Geschichte
Die Kommune Rennebu entstand im Jahr 1839, als Rennebu von Meldal abgespalten wurde. Rennbu hatte bei seiner Gründung 2368 Einwohner, Meldal verblieb mit 3184 Einwohnern. Zum 1. Januar 1966 ging ein von 420 Personen bewohntes Gebiet von Kvikne aus dem damaligen Fylke Hedmark an Rennebu über. Vier Jahre später folgte ein Gebiet mit fünf Bewohnern von Tynset.
Bis zum 31. Dezember 2017 gehörte Rennebu der damaligen Provinz Sør-Trøndelag an. Sie ging im Zuge der Regionalreform in Norwegen in die zum 1. Januar 2018 neu geschaffene Provinz Trøndelag über.
In der Kommune befinden sich mehrere Kirchen. Die Rennebu kirke ist eine rot gestrichene Holzkirche aus dem Jahr 1669. Das Kirchgebäude hat einen y-förmigen Grundriss. Die Kirche ersetzte eine Stabkirche, wobei Teile der alten Kirche wiederverwendet wurden. In der Zeit von 1948 bis 1952 wurde die Kirche großflächig restauriert. Im Jahr 1878 erbaut wurde die Berkåk kirke. Dabei handelt es sich ebenfalls um eine Holzkirche. Die Innset kirke wurde 2000 fertiggestellt. Die Holzkirche wurde nach einem Kirchbrand im Jahr 1995 neu aufgebaut. Die Brandursache war vermutlich Brandstiftung, sie konnte jedoch nicht geklärt werden. Die Vorgängerkirche stammte aus dem Jahr 1642 und wurde im Neubau teilweise nachempfunden.

## Wirtschaft und Infrastruktur

### Verkehr

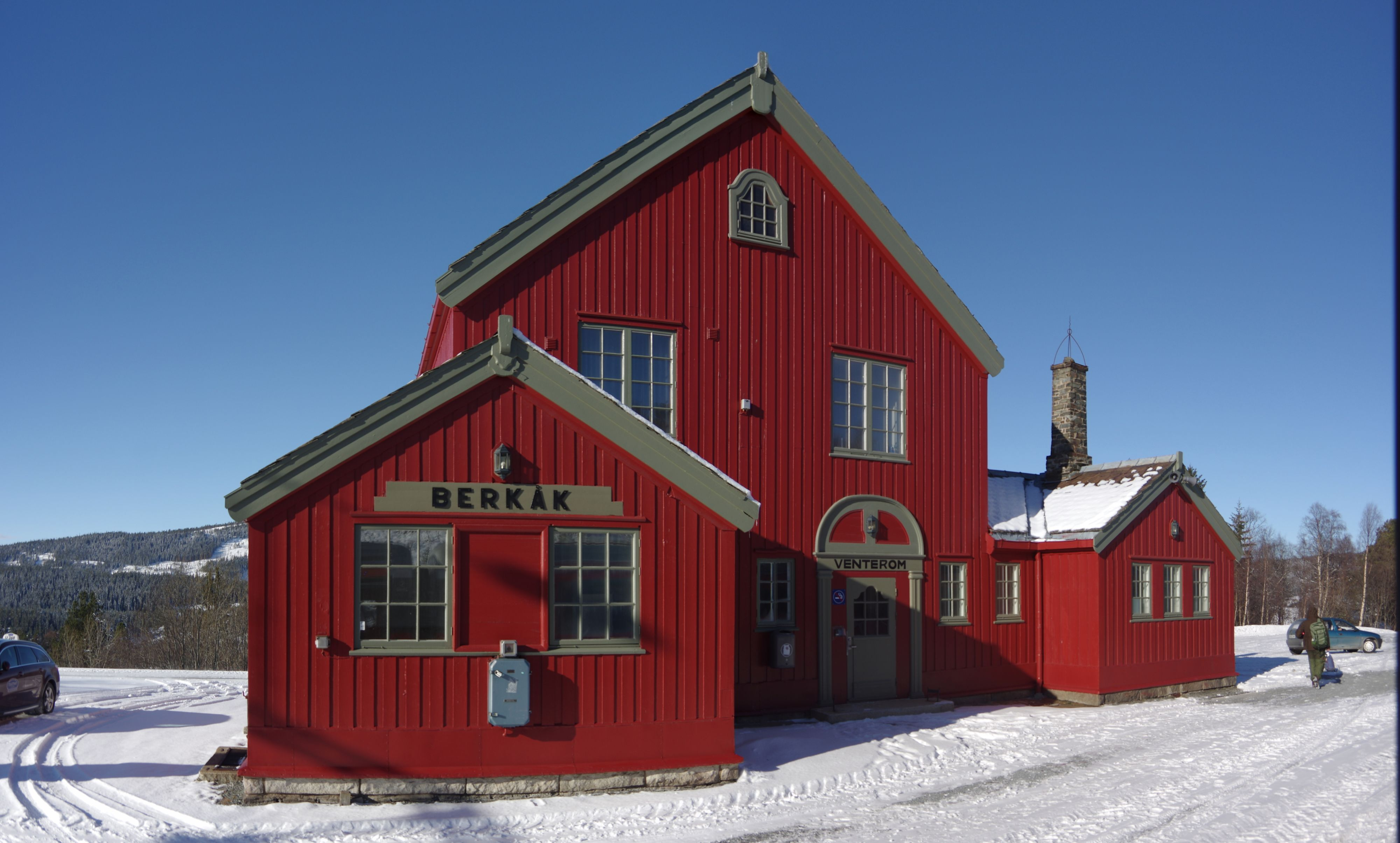
Bahnhof in Berkåk

Durch den Süden der Kommune führt die Europastraße 6 (E6). Die Straße verläuft durch Berkåk und von dort weiter Richtung Nordosten in die Kommune Midtre Gauldal. Von Berkåk Richtung Norden durch das Orkdalen führt unter anderem der Fylkesvei 700 weiter. In die E6 mündet bei Ulsberg von Südosten der Riksvei 3. Weitgehend parallel zur E6 verläuft die Bahnlinie Dovrebanen durch die Kommune. In der Ortschaft Berkåk liegt ein Bahnhof. Dieser wurde 1921 eröffnet, als die Strecke der Linie Dovrebanen fertiggestellt wurde. Die Bahnstrecke führt über die Brücke Orkla bru.

### Wirtschaft
Für die Lokalwirtschaft ist die Land- und Forstwirtschaft von größerer Bedeutung. Im Bereich der Landwirtschaft ist die Rinder- und Schafhaltung typisch. Im Bereich der Industrie sind verschiedenen holzverarbeitende Betriebe angesiedelt. Von 1989 bis 2013 existierte eine Molkerei in Rennebu. In der Kommune liegen mehrere Wasserkraftwerke. Das Kraftwerk Brattset nutzt eine Fallhöhe von insgesamt etwa 270 Metern und hatte bis 2010 eine mittlere Jahresproduktion von 402 GWh. Es wurde 1982 in Betrieb genommen. Das ebenfalls im Jahr 1982 in Betrieb genommene Kraftwerk Grana hatte im gleichen Zeitraum eine mittlere Produktion von 332 GWh. Es wird dort eine Fallhöhe von 455 Metern genutzt. Im Jahr 2020 arbeiteten von etwa 1190 Arbeitstätigen 790 in Rennebu selbst, zirka 120 waren in der Nachbarkommun Oppdal tätig. Es folgten Trondheim, Midtre Gauldal und Orkland als häufigste Pendlerziele.

## Name und Wappen
Das seit 1982 offizielle Wappen der Kommune zeigt einen roten Göpel auf goldenem Hintergrund. Das Wappen soll die Kirche Rennebu kirke mit ihrem y-förmigen Grundriss darstellen. Rennebu wurde im Jahr 1297 im Zusammenhang als i Rænnabui erwähnt. Der altnordische Name war Rennabú. Der Bestandteil „-bu“ existiert in vielen Ortsnamen in Trøndelag. Die Bedeutung des ersten Bestandteils ist unsicher.

## Persönlichkeiten
- Magne Myrmo (* 1943), Skilangläufer
- Ola T. Lånke (* 1948), Politiker
- Vebjørn Rodal (* 1972), Leichtathlet und Olympiasieger
- Astrid S (* 1996), Popsängerin